# Journal Citation Reports
Journal Citation Reports (JCR, Các báo cáo trích dẫn tập san) là một ấn phẩm thường niên do Clarivate Analytics xuất bản (trước đây Clarivate Analytics là Intellectual Property and Science business của Thomson Reuters). JCR đã được tích hợp với Web of Science và được truy cập từ Web of Science-Core Collections. JCR cung cấp thông tin về các tập san học thuật trong các ngành khoa học tự nhiên và khoa học xã hội, bao gồm các impact factor. JCR ban đầu được xuất bản như một phần của  Science Citation Index. Hiện nay, JCR, như một dịch vụ riêng biệt, dựa trên các trích dẫn được biên dịch từ Science Citation Index Expanded (SCIE) và Social Science Citation Index (SSCI).

## Thông tin tập san cơ bản
Thông tin về mỗi tập san bao gồm:
- thông tin bibliographic cơ bản của nhà xuất bản, viết tắt tiêu đề, ngôn ngữ, ISSN
- danh mục chủ đề (có 171 chủ đề như vậy trong các ngành khoa học và 54 trong các ngành khoa học xã hội)

## Thông tin trích dẫn
- Dữ liệu trích dẫn cơ bản:
  - số lượng bài báo xuất bản trong năm đó, và
  - số lần các bài báo trong tập san đó được trích dẫn trong năm đó bởi các bài báo xuất bản sau này ở trong tập san đó hay trong các tập san khác,
- các bảng chi tiết cho thấy
  - số lần các bài báo trong tập san đó được trích dẫn trong năm đó bởi các bài báo xuất bản sau này trong tập san đó hay trong các tập san khác,
  - số trích dẫn tạo ra từ các bài báo được xuất bản trong tập san đó trong năm đó đến nó và các tập san riêng biệt chuyên ngành trong suốt mỗi 10 năm gần nhất (bao gồm 20 tạp chí được trích dẫn nhiều nhất)
  - số lần các bài báo xuất bản trong tập san trong suốt mỗi 10 năm gần nhất được trích dẫn bởi các tập san chuyên ngành riêng biệt trong năm đó (bao gồm 20 tập san với số lần trích dẫn nhiều nhất)
- và nhiều thước đo dẫn xuất từ các dữ liệu này cho một tập san nào đó: impact factor của nó, immediacy index, vân vân.

Có các ấn bản riêng cho các ngành khoa học và khoa học xã hội; ấn bản khoa học năm 2013 bao gồm 8,411 tập san, còn ấn bản khoa học xã hội năm 2012 chứa 3,016 tên tập san. Ấn bản hàng năm sẽ được xuất bản vào năm tiếp theo, sau khi các trích dẫn của năm đó được xuất bản và thông tin được xử lí.
Ấn bản có sẵn trực tuyến (JCR on the Web), hoặc ở dạng đĩa CD (JCR on CD-ROM); ban đầu nó được xuất bản ở dạng giấy in, với các bảng chi tiết trên microfiche.